# 中华人民共和国第十五届运动会
中华人民共和国第十五届运动会，简称第十五届全运会、十五运会，将于2025年11月9日至21日由广东省、香港特別行政區和澳门特別行政區联合主办。同时，广东省是继六运会和九运会后，第三次承办全国运动会，而香港和澳门则是第一次承办全运会，也是全运会历史上第一次由多個省级行政区联合主办。

## 申办过程
2021年6月，国家体育总局正式发布开展第十五届全国运动会申办工作的通知。湖南省早在2018年已启动第十五届全运会的申办工作，但最终并未正式向体育总局递交申办材料。另外广东省也有意牽頭，同香港特別行政區及其他大灣區城市以「粵港澳大灣區」名義角逐第十五屆全運會的主辦權。2021年8月21日，国务院办公厅发函，同意由粤港澳三地政府共同承辦第十五届全运会。 这也开启了联合主办全运会的序幕，为今后长三角、京津冀、湖广（湘鄂）、东北地区等多地联合主办提供重要参考。

## 籌備工作

### 广东
2023年6月19日，第十五届全国运动会和全国第十二届残疾人运动会暨第九届特殊奥林匹克运动会广东赛区筹备委员会成立大会暨第一次工作会议在广州市举行，标志着广东赛区筹备工作全面启动，中共广东省委副书记兼广东省人民政府省长王伟中以广东赛区筹委会主任身份出席会议。
2024年3月20日，广州市人民政府宣布，广州市将承办第十五届全国运动会和全国第十二届残疾人运动会暨第九届特殊奥林匹克运动会的开幕式，并推出一系列大型体育文化活动。

### 香港
2023年5月2日，香港特区政府宣布成立第15届全国运动会香港特区赛区筹备委员会，主要工作包括就筹备第15届全运会与广东省政府及澳门特区政府保持联系，同时指导和监督在香港举行赛事的筹组工作，政务司司长陈国基担任筹委会主席。
2023年5月3日，香港特区政府向香港立法會提交文件，介紹2025年在香港合辦全國運動會的籌備工作。立法會文件指，廣東省體育局已同意在港舉辦8個體育賽事和4至5個群眾賽事，正待國家體育總局批核。啟德體育園將成為大部分體育賽事主場館。當局還增設兩個編外首長級政務官（D6和D3薪級），以及一個編外助理市政署長首長級公務員職位（D2薪級），分別擔任全國運動會香港賽區統籌辦公室主任、副主任和助理主任。
2023年10月3日，香港文化體育及旅遊局宣佈成立全國運動會統籌辦公室，全面推展第十五屆全運會、第十二屆殘疾人運動會暨第九屆特殊奧林匹克運動會的籌劃及執行工作，辦公室秘書長由局長楊潤雄擔任，為監督和統籌有關籌備工作。另計劃在同年第四季成立督導委員會及其下設立的多個協調委員會，推展不同範疇的工作，包括競賽、入境、保安、資格認證安排、傳媒、宣傳及社區關係、醫療服務、交通以及運輸安排等。
2024年7月20日，香港特區政府宣布啟動第十五屆全國運動會志願者招募計劃，預計招募約10,000名志願者參與籌備和運行工作，涵蓋賽事服務、觀眾服務、媒體運營、醫療保障等多個領域。

### 澳門
2022年3月28日，特區公報刊登行政長官批示，設立全運會澳區組委會，負責組織、推動和協調與澳門賽區有關的工作。組委會由社會文化司司長擔任主席，體育局局長擔任秘書長、兩名副局長擔任副秘書長。其餘成員包括衛生局、新聞局、市政署、旅遊局、警察總局、公共建設局（由土地工務運輸局中分拆而設立）、交通事務局、澳門賽區比賽項目相關單項體育總會等代表。組委會的運作由體育基金預算承擔，可下設常設或臨時性質的專責小組，並將於本屆全運會閉幕禮翌日起滿1年撤銷。
2022年8月23日，第十五屆全國運動會澳門賽區組織委員會（下稱 “全運會澳區組委會” ）於澳門東亞運動會體育館會議室舉行2022年度第一次會議，是次會議由社會文化司司長、全運會澳區組委會主席歐陽瑜主持，會議主要向各委員介紹全國運動會概況及澳門賽區籌備情況。
2023年2月10日，「第十五屆全國運動會澳門賽區志願者及合作伙伴招募啟動儀式」於澳門科學館會議廳舉行，標誌著第十五屆全國運動會澳門賽區志願者招募工作正式展開。
2024年4月11日，澳門行政長官賀一誠在十五屆全運會組委會成立大會通報中表示，正針對軟硬件設施、競賽、接待、宣傳及交通等展開籌備，並將充分利用現有場館設施，有序優化及更新設備。同時提及於2024年內計劃舉辦兩至三項測試賽。澳門體育局局長潘永權表示，全運會澳門本地志願者至2024年2月已有超過9,000名居民報名，並一直開展培訓，被問到與澳門格蘭披治大賽車賽事同期，潘永權指出備過程中已考慮相關情況，肯定有挑戰，但有信心，已計劃分開人手，政府各部門會積極協助。
2024年8月14日，《澳門特別行政區公報》刊登第135/2024號行政長官批示，設立第十五屆全國運動會及全國第十二屆殘疾人運動會暨第九屆特殊奧林匹克運動會澳門賽區組織委員會，取代原有的第十五屆全國運動會澳門賽區組織委員會。全運會及全國殘特奧會將“同期同地”舉行，而澳門賽區將承辦全運會4個競賽項目與1個群眾項目，以及全國殘特奧會2個比賽項目，合共7項不同類型的體育賽事，因此，需要設立涵蓋兩項運動會的組委會，取代全運會澳區組委會，主席由澳門社會文化司司長擔任；另刊登第136/2024號行政長官批示，設立第十五屆全國運動會及全國第十二屆殘疾人運動會暨第九屆特殊奧林匹克運動會澳門賽區籌備辦公室，辦公室屬項目組性質，且直屬社會文化司司長並在其指示下運作；並以定期委任方式委任澳門體育局局長潘永權擔任籌備辦公室主任，體育局運動員培訓及集訓中心主任傅斯娜擔任籌備辦公室副主任。

### 組委會
2024年3月13日，經中華人民共和國第十五屆運動會組織委員會授權，第十五屆全國運動會廣東賽區執行委員會發佈《第十五屆全國運動會會徽、吉祥物、主題口號、音樂作品徵集公告》，面向全球徵集第十五屆全運會會徽、吉祥物設計方案，主題口號及音樂作品。
2024年4月11日，第十五届全国运动会组委会召开新闻发布会，国家体育总局竞体司司长张新公布本届全运会将于2025年11月9日至21日举行，广州市承办开幕式、深圳市承办闭幕式活动。
2024年6月14日，組委員公佈共收到1637份會徽應徵作品，827份吉祥物應徵作品，初步統計發現，橋樑、港灣、綠水青山、跑道、15、輪椅等圖形或文字是應徵者在設計會徽作品時較喜歡融合的元素。在殘特奧會的會徽應徵作品中，大量作品通過線條、色塊、圖形等組合，表達殘健共融、自強不息的內涵。吉祥物設計上，不少應徵作品融合了粵港澳三地的代表性動植物或地域風物。在殘特奧會的吉祥物應徵作品中，有不少作者在視覺上融合了愛心、關懷等理念或元素符號。
2025年5月26日，国家体育总局办公厅发布《第十五届全国运动会竞技比赛总日程（1.0版）》，明确十五运开幕式于11月9日在广州广东奥林匹克体育中心举行，闭幕式于11月21日在深圳宝安区欢乐剧场举行。

## 形象
2024年11月9日，十五运会的主题口号、会徽、吉祥物亮相。

### 口号
十五运会的主题口号为：“激情全运会，活力大湾区”。

### 会徽
十五运会会徽以“繁荣、包容”为立意，撷取礼花绽放瞬间，由三朵花瓣交叠旋转形成图案，通过提取花朵外形和色彩，环绕花心螺旋围合一体，形成同心礼花，寓意粤港澳大湾区交融互通、活力无限，背靠祖国、绽放世界。

### 吉祥物
十五运会和残特奥会吉祥物以国家一级保护野生动物、“海上国宝”中华白海豚为原型。两个吉祥物可爱萌宠，分别取名喜洋洋、乐融融，寓意喜气洋洋、其乐融融、团圆和美。

### 奖牌
十五运会的奖牌于2025年6月10日发布，名称为“同心跃”，以粤港澳大湾区发展脉搏、中华文化底蕴与全运历史传承为设计概念，分为竞技体育项目奖牌和群众项目奖牌。

## 竞技项目场馆

### 廣東
全省共安排16个赛区，其中广州、深圳赛区承担十五运会近70%的竞赛量。
- 广州赛区[24][25]：承办赛艇、皮划艇（静水、激流回旋）、现代五项、跳水、水球、射击（步手枪、飞碟）、足球（女子U-16组）、田径（不含马拉松、竞走）、霹雳舞、排球（男子U-20组、男子U-18组）、蹦床、攀岩、武术套路
  - 广东省射击馆：射击（步手枪）
  - 广东省黄村体育训练中心：现代五项
  - 广东国际划船中心：赛艇、皮划艇（静水）
  - 广东激流回旋赛场：皮划艇（激流回旋）
  - 广州体育学院亚运篮球馆：霹雳舞、排球（男子U-20组）
  - 广东省奥林匹克体育中心：开幕式、田径、跳水、水球
  - 广东省人民体育场：足球（女子U-16组）
  - 天河体育中心：足球（女子U-16组）、排球（男子U-18组）
  - 越秀山体育场：足球（女子U-16组）
  - 广州大学城体育中心：足球（女子U-16组）、攀岩
  - 广州飞碟训练中心：射击（飞碟）
  - 广州体育馆：排球（男子U-18组）、蹦床
  - 华南农业大学体育馆：排球
  - 南沙体育馆：武术

- 深圳赛区[26]：承办羽毛球、拳击、射箭、篮球（女子U-22组）、游泳（游泳、马拉松游泳）、足球（男子U-18组、男子U-20组）、自行车（自由式小轮车、竞速小轮车）、体操（艺术体操）、马术（盛装舞步、场地障碍、三项赛）、排球（女子U-18组）、田径（马拉松）
  - 深圳湾体育中心：篮球（女子U-22组）
  - 深圳大运体育中心：足球（男子U-18组、男子U-20组）、游泳、篮球（女子U-22组）
  - 深圳市体育中心：足球（男子U-18组、男子U-20组）、射箭、羽毛球
  - 南山文体中心：排球（女子U-18组）
  - 宝安体育中心：足球（男子U-18组、男子U-20组）、拳击
  - 龙华文体中心：排球（女子U-18组）
  - 坪山体育中心：体操（艺术体操）
  - 深圳市青少年足球训练基地：足球（男子U-18组、男子U-20组）
  - 大鹏新区桔钓沙公开水域：游泳（马拉松游泳）
  - 光明区虹桥公园自由式小轮车场：自行车（自由式小轮车、竞速小轮车）
  - 光明国际马术中心：马术
  - 光明区科学公园：马术
  - 深圳-香港马拉松线路：田径（马拉松）
  - 宝安区欢乐剧场：闭幕式

- 珠海赛区[27]：承办田径（竞走）、自行车（公路自行车）、网球
  - 横琴国际网球中心：网球
  - 金湾区公路：田径（竞走）
  - 珠海-香港-澳门公路自行车线路：自行车（公路自行车）

- 汕头赛区：承办冲浪、手球（女子）
  - 汕头体育中心：手球（女子）
  - 南澳县青澳湾：冲浪

- 佛山赛区[28]：承办篮球（女子成年组）、足球（女子成年组）
  - 佛山世纪莲体育中心：足球（女子成年组）
  - 南海体育中心：足球（女子成年组）
  - 顺德体育中心：篮球（女子成年组）、足球（女子成年组）
  - 顺德德胜体育中心：篮球（女子成年组）
  - 高明体育中心：足球（女子成年组）

- 梅州赛区：承办足球（男子U-16组）
  - 五华惠堂体育场
  - 五华县横陂足球特色小镇

- 惠州赛区：承办跆拳道、滑板
  - 惠州体育馆：跆拳道
  - 惠州市体育运动学校：滑板

- 汕尾赛区：承办帆船
  - 广东海上项目训练中心

- 东莞赛区：承办篮球（男子成年组）、举重
  - 东莞篮球中心：篮球（男子成年组）
  - 东莞体育中心篮球馆：篮球（男子成年组）
  - 石龙中学体育馆：举重

- 中山赛区[29]：承办棒垒球（垒球、棒球）、篮球（女子U-18组）
  - 中山国际棒垒球中心：棒垒球（垒球、棒球）
  - 中山体育馆：篮球（女子U-18组）
  - 沙溪体育馆：篮球（女子U-18组）

- 江门赛区：承办排球（男子成年组、女子U-20组）、自行车（山地自行车）、花样游泳
  - 江门体育中心：花样游泳
  - 恩平泉林黄金小镇：自行车（山地自行车）
  - 台山新宁体育馆：排球（男子成年组、女子U-20组）
  - 台山体育馆：排球（男子成年组、女子U-20组）

- 湛江赛区：承办武术散打
  - 湛江奥林匹克体育中心

- 肇庆赛区[30]：承办体操、柔道、足球（女子U-18组）
  - 肇庆新区体育中心：足球（女子U-18组）、体操（青年组）
  - 肇庆市体育中心：足球（女子U-18组）、体操（成年组）
  - 四会市体育中心：柔道

- 清远赛区：承办摔跤（自由式、古典式）
  - 清远体育中心

- 云浮赛区：承办曲棍球
  - 云浮市中等专业学校

- 阳江赛区：承办赛艇（海岸赛艇）
  - 海陵岛大角湾

### 香港
- 承办项目：自行车（場地自行車、公路自行车）、高爾夫球、擊劍、手球（男子）、七人制橄欖球、沙灘排球、籃球（男子U-22組）、鐵人三項、田径（马拉松）[31]
  - 香港：自行车（場地自行車）
  - 粉嶺高爾夫球場：高爾夫球
  - 啟德體育園：擊劍、手球（男子）、七人欖球
  - 維多利亞公園：沙灘排球
  - 中環海濱活動空間及維多利亞港：鐵人三項
  - 香港體育館：籃球（男子U-22組）
  - 深圳-香港马拉松线路：田径（马拉松）
  - 珠海-香港-澳门公路自行车线路：自行车（公路自行车）

### 澳門
- 承办项目：乒乓球、3人籃球、5人籃球（男子U-18組）、排球（女子成年組）、自行车（公路自行车）[32][33][34]
  - 銀河綜藝館：乒乓球
  - 永利皇宮南門戶外草坪：3人籃球
  - 新濠影滙綜藝館：5人籃球（男子U-18組）
  - 塔石體育館：5人籃球（男子U-18組）
  - 澳門東亞運動會體育館：排球（女子成年組）
  - 威尼斯人綜藝館：排球（女子成年組）
  - 珠海-香港-澳门公路自行车线路：自行车（公路自行车）

## 群众赛事活动
自2017年天津第十三届全运会开始，全运会增加了群众赛事活动项目。十五运会群众赛事活动预赛阶段于2月-10月间在全国各地陆续举行，决赛阶段则于5月-11月在粤港澳三地陆续举行。

## 赞助商
| 中华人民共和国第十五届运动会赞助商 |
| --- |
| 官方合作伙伴 - 安踏 - 中国人民保险 - 中国电信 - 中国移动 - 中国联通 - 中国南方航空 - 中国工商银行 - 中国南方电网                                  |
| 赞助商 - 百岁山 |
| 独家供应商 - 华体建设 - 深圳深体 - 同欣体育 - 万家乐 - 智微智能 - 金陵体育 - VICTOR - 双鱼 - 周大福 - 立白科技集团 - 珠江啤酒 - 王老吉 - 金山办公 |
| 供应商 - BASF - 生活在左（LIFE ON LEFT） - 泰山体育产业集团 - 高飞体育 - 玖龙纸业                                                                 |